# Chiu Chiu (Perú)
Chiu Chiu es un caserío peruano ubicado en el distrito de Barranca, perteneciente a la provincia homónima del departamento de Lima, en la costa central del Perú.

## Ubicación
Chiu Chiu se ubica al eoste de la provincia de Barranca, en el distrito de Barranca, en el departamento de Lima.

## Historia
Fue una hacienda de propiedad de don Manuel Candelario Tello Mardones , quien fue alcalde de Barranca en múltiples ocasiones. Fallecido este en 1932, la hacienda la hereda su hija Adelina Tello Gamarra, vendiendo posteriormente esta hacienda a la Compañía Agrícola San Isidro Barranca S.A, de la familia Nicolini. Tras la expropiación por parte de la Reforma agraria, es que se convierte en un centro poblado.  

## Demografía
En el 2017 tenía una población de 552 habitantes, según el INEI.
| Gráfica de evolución demográfica de Chiu Chiu entre 1993 y 2017 |
|                                                                 |
| Fuentes: Población 1993 y 2017                                  |